# 瀬川あやか
瀬川 あやか（せがわ あやか、1992年4月27日 - ）は、日本の女性シンガーソングライター。
北海道富良野市出身。所属事務所はベンヌで、所属レコード会社はポニーキャニオンを経て現在はPinky Nuts Record。北海道旭川西高等学校卒業、首都大学東京健康福祉学部看護学科卒業。血液型はAB型。
看護師と歌手活動を両立していたが、現在は看護師を辞め、アーティスト活動に専念している。

## 来歴
5歳からピアノを習い始める。看護助手の母の影響から看護師を目指すが、一方でテレビでモーニング娘。の影響で、歌もやりたいと考えていた。
中学生時代はソフトテニス部。しかし、高校へは富良野から往復約4時間の通学のため、週1回の活動の茶道部に入部。
看護師を目指し、首都大学東京健康福祉学部看護学科に入学。大学1年の時、周囲の勧めでミスキャンパスコンテストに出場、準グランプリに。この本選前、既に現所属のベンヌから声が掛かっており、この時「子供の時から歌がやりたい」と思っていたという話をしていた。
しかし、芸能界で生き抜くことの難しさから、看護実習中は看護師になることを優先し、歌の活動は休んでいた。大学卒業後の進路に悩んでいた時に、体の不自由な認知症の患者に出会い、ソーラン節を瀬川が歌ったところ、歌に合わせて起き上がったことで、音楽の魅力を再認識。また、産婦人科での実習中、自分が母親になった時に子供に「あなたも好きなことをやりなさい」と言える親になりたいとも思い、実習後事務所に「やっぱり音楽がやりたい」と伝え、歌手と看護師の仕事の両立を決意。大学卒業前の2015年3月25日に看護師国家試験に合格。
2016年6月15日、シングル『夢日和』でメジャーデビュー。アコースティック・ギターとキーボードの弾き語りのスタイルで、2016年中は50本超のライブ、看護師としては、都内の病院に週3回勤務。

## 人物
- 瀬川自身は落ち込みやすい性格で、作る曲は誰かのためを思いながら、自分自身も背中を押して欲しいという考えから、ポジティブな曲が多いと話す[7]。先に歌詞を書き、先にテンポを決め、鼻歌でメロディを付けて作ることが多いと言う[7]。
- 患者への食のアドバイスになればということで、野菜コーディネーターの資格も取得[7]。
- 乃木坂46の元メンバー・橋本奈々未とは高校の同級生で、現在も友人同士[2]。橋本が芸能界引退表明の時、何度も翻意を促したという[1]。
- 2018年に比布町応援大使決定。2020年には富良野観光親善大使に任命される。

## 作品リスト

### シングル
- 夢日和 （2016年6月15日発売）
- 恋の知らせ （2016年10月19日発売）
- どんなに…/Have a good day![初回限定盤／通常盤](両Ａ面シングル)（2017年8月18日発売）
- Have a good day!/どんなに…[北海道限定盤](両Ａ面シングル)（2017年8月18日発売）
- カレイドスコープ(2017年11月22日（水）発売)

### アルバム
- SegaWanderful （2017年3月15日発売）
- センチメンタル （2018年3月21日発売）
- Tender （2019年2月27日発売）
- Sprinkler （2021年7月7日発売）
- AYA covers ~YELL~ （2023年7月19日発売）

### 配信限定
- おおきなラメ光る爪に星（2018年7月27日配信発売）
- リュネット（2018年8月17日配信発売）
- 純白のラブレター（2019年1月6日配信発売）
- 真っ白なジグソーパズル（2019年5月31日配信発売）
- FILTER MAGIC（2019年6月28日配信発売）
- アイデンティティ（2020年3月27日配信発売）
- アイシテル～心を込めて～（2020年6月21日配信発売）
- 最高だよ！Yeah!!　瀬川あやか＆Rihwa　supported by STVラジオ（2020年7月24日配信発売）
- DIAMOND（2020年11月2日配信発売）
- アイビー（2020年12月25日配信発売）
- アオ(２０２５年2月25日配信発売)

## 書籍
- 絵本「だれでもみんなかんごしさん」せがわ あやか (著), おがわ ようこ (イラスト)　メディカ出版グループ保育社　2019年　ISBN　978-4586085675

## タイアップ
- 夢日和 - ルスツリゾート2016年度CMソング
- Have a good day! - ルスツリゾート2017年度CMソング
- リュネット - メガネのプリンスCMソング
- おおきなラメ光る爪に星 - ルスツリゾート2018年度CMソング
- 純白のラブレター - 札幌テレビ放送「熱烈!ホットサンド!」2019年1・2月度エンディングテーマ
- I say "hello"～君はトモダチ～ - ガリバー 北海道エリア2019年初売りCMソング
- Journey - 札幌市「食のまち・さっぽろフェストinチ・カ・ホ2019」キャンペーンソング
- アイデンティティ - 北海道文化放送「サツコレチャンネル」主題歌
- アイシテル～心を込めて～ - メガネのプリンスCMソング
- DIAMOND - メガネのプリンスCMソング

## 出演

### テレビバラエティ
- キラキラ（HTB） - 2017年7月31日 - 8月3日 ・北海道ローカル番組
- 有田哲平の夢なら醒めないで（TBS） - 2018年6月6日
- 浜ちゃんが!（読売テレビ） - 2018年8月8日
- 今夜くらべてみました (日本テレビ) - 2018年11月14日
- ブギウギ専務（STV） - 2021年8月29日・9月12日・11月12日 - 11月26日・12月24日・2022年3月18日はお試し社員、4月9日以降は正社員・北海道ローカル番組[8]

### テレビドラマ
- 東京デザインが生まれる日（2020年12月23日、テレビ東京水ドラ25）-新城あかり役

### 映画
- ダンスウィズミー（矢口史靖監督）井上優奈役　(2019年8月16日　ワーナー・ブラザース映画）

### ラジオ
- 瀬川あやかの『笑えば委員会』（エフエム北海道）- 2016年6月から、毎週土曜日19:30
- STVラジオ「D-tunes」道産子アーティストとして瀬川あやかが週替わりで登場　- 各週土曜 22:00〜22:30　2022年3月をもって終了
- 「E∞Tracks Selection 瀬川あやかのうふふラジオ」（FM OH!）- 2017年7月～2017年12月20日、隔週水曜日 19:30～20:00

### テレビCM
- ルスツリゾート（2018年）
- ガリバー「新生活応援セール」（2019年 北海道エリアのみ）
- メガネのプリンス（2019年 - ）
- 不動産検索「ハウスタウン」（2021年7月 - ）